# Гаплогруппа E1
Гаплогруппа E1 (P147) — гаплогруппа ДНК Y-хромосомы человека. Наряду с гаплогруппой E2 (M75) является ветвью гаплогруппы E (M96).
В пределах E1 выделяют две субклады — E1a и E1b. Представителей парагруппы E1* на настоящее время не обнаружено.

## Происхождение
Как и в отношении предковых групп DE и E, относительно места возникновения E1 нет общепризнанной точки зрения, однако большинство специалистов в настоящее время полагают, что она возникла в Африке—либо среди потомков Евразийского Адама, вернувшихся в Африку, либо среди представителей редкой линии внутри CT и DE (если предполагать африканское происхождение DE), не покидавшей континента.
Относительно времени возникновения также нет единого мнения. Это связано с тем, что некоторые исследователи при определении возраста гаплогруппы используют так называемые эволюционные поправки Животовского, которые увеличивают первичный возраст примерно в 2-3 раза. Другие же исследователи не согласны с использованием этих поправок.
Гаплогруппа E1 происходит от мутации гаплогруппы E, произошедшей у мужчины, жившего 52,5 тыс. лет назад, время жизни общего предка всех живущих носителей Y-хромосомной гаплогруппы E1 — 49,6 тыс. лет назад (даты определены по снипам компанией YFull).

## Распространение
Гаплогруппа E1 встречается в Африке, Европе (Юго-Восточная и Южная) и Западной Азии.

### E1*
В настоящее время не обнаружено ни одного мужчины парагруппы E1*.

### E1a
Гаплогруппа E1a (M33) является субкладом гаплогруппы E1, встречается в Западной Африке, и сейчас имеет наибольшее распространение в регионе Мали. Согласно одному из исследований, гаплогруппа E1a-M33 представлена у 34 % (15 человек из выборки в 44 человека) мужского населения Мали. Гаплогруппа E1a также была обнаружена среди образцов, собранных у марокканских берберов, сахрави, жителей Буркина-Фасо, северного Камеруна, Сенегала, Судана, Египта и Калабрии (как итальянцев, так и албанцев).
Небольшое присутствие (<4 %) гаплогруппы E1a в Северной Африке и Европе обычно связывают с торговлей африканскими рабами.

### E1b
Гаплогруппа E1b является субкладом гаплогруппы E1 и встречается в Африке, Европе (Юго-Восточная и Южная) и Западной Азии.